# شارون باول
شارون باول (بالإنجليزية: Sharon Powell)‏ هي منافسة ألعاب القوى جامايكية، ولدت في 16 يوليو 1965.

## وصلات خارجية
- شارون باول على موقع أوليمبيديا (الإنجليزية)